# Municipio de Eagle Point (Minnesota)
El municipio de Eagle Point (en inglés: Eagle Point Township) es un municipio ubicado en el condado de Marshall en el estado estadounidense de Minnesota. En el año 2010 tenía una población de 17 habitantes y una densidad poblacional de 0,23 personas por km².

## Geografía
El municipio de Eagle Point se encuentra ubicado en las coordenadas 48°30′28″N 97°5′46″O / 48.50778, -97.09611. Según la Oficina del Censo de los Estados Unidos, el municipio tiene una superficie total de 73.3 km², de la cual 72,44 km² corresponden a tierra firme y (1,17 %) 0,85 km² es agua.

## Demografía
Según el censo de 2010, había 17 personas residiendo en el municipio de Eagle Point. La densidad de población era de 0,23 hab./km². De los 17 habitantes, el municipio de Eagle Point estaba compuesto por el 100 % blancos. Del total de la población el 0 % eran hispanos o latinos de cualquier raza.